# Северный (остров, острова Демьяна Бедного)
Се́верный — остров архипелага Северная Земля. Административно относится к Таймырскому Долгано-Ненецкому району Красноярского края.

## Расположение
Самый северный из островов Демьяна Бедного, отчего и название, расположен в западной части группы. Омывается Карским морем. Находится на расстоянии 12,3 километра к северо-западу от острова Комсомолец. В 550 метрах к западу лежит остров Колобок, на расстоянии немногим более километра к юго-востоку лежат острова Червяк и Утёнок, с которыми остров Северный связан песчаной отмелью.

## Описание
Имеет слегка вытянутую форму длиной около 700 метров. Скалистый, берега пологие, к юго-западу от острова начинается отмель, ведущая через два малых безымянных острова к островам Червяк и Утёнок. На западе — небольшое озеро.

## Топографические карты
- Лист карты U-46-XXVIII,XXIX,XXX м. Молотова (Северная Земля). Масштаб: 1 : 200 000. Состояние местности на 1956 год.